# Coelioxys subdentata
Coelioxys subdentata är en biart som beskrevs av Smith 1854. Coelioxys subdentata ingår i släktet kägelbin, och familjen buksamlarbin. Inga underarter finns listade i Catalogue of Life.